# شريان مريئي
الشرايين المريئية (بالإنجليزية: Esophageal arteries)‏ هي مجموعة من الشرايين تتجمع من أماكن مختلفة لتزوّد المريء بالدم.
تمثل الشرايين المريئية واحدًا من هذه الشرايين الثلاثة:
- تفرع مريئي للجزء للصدري من الأبهر
- تفرع مريئي للشريان الدرقي السفلي
- تفرع مريئي للشريان المعدي الأيسر

## روابط خارجية
- esophageal+arteries في قاموس إي ميديسين